# Raymond Préfontaine
Pour les articles homonymes, voir Préfontaine.
Joseph Raymond Fournier Préfontaine, né le 16 septembre 1850 à Longueuil (Québec) et mort le 25 décembre 1905 à Paris (1er arrondissement) en France, est un avocat et homme politique québécois. Il fut maire de Montréal de 1898 à 1902 et joua un rôle important dans la modernisation des infrastructures de la ville.

## Biographie

### Enfance et études
Descendant direct du pionnier de la Nouvelle-France Antoine Fournier dit Préfontaine (1663-1702), Raymond Préfontaine est le fils de Toussaint Fournier, dit Préfontaine, un agriculteur aisé de la région de Longueuil, et d’Ursule Lamarre. Après son cours primaire, il entre, en 1863, au collège Sainte-Marie, à Montréal, afin d'y poursuivre ses études secondaires. Il obtient son baccalauréat en 1870. Il étudie ensuite le droit à l'Université McGill. Il sera stagiaire dans le bureau d'avocat d’Antoine-Aimé Dorion et de Christophe-Alphonse Geoffrion. Il devient membre du Barreau le 11 juillet 1873.

### Carrière politique
Préfontaine exerce d'abord sa profession d'avocat au bureau de John Adams Perkins et de Donald Macmaster. Il pratiquera son métier jusqu'à sa mort, en ayant d'innombrables associés, dont certains sont prestigieux, comme Lomer Gouin. La carrière juridique sera pour lui, comme pour bien d'autres en son temps, une voie royale vers la politique.
Selon l'historien Paul-André Linteau, Préfontaine est l'exemple par excellence de ces politiciens qui font de la politique une « véritable profession qui se pratique à deux ou même trois niveaux de gouvernement. En outre, le mandat municipal est souvent exercé concurremment à celui du niveau supérieur ».
Il commence sa carrière politique sur la scène provinciale. En 1875, il est élu député libéral à l’Assemblée législative. Il est défait en 1878, réélu en 1879 et défait à nouveau en 1881.
En 1886, il se fait élire à la Chambre des communes du Canada pour le district de Chambly lors de l'élection partielle du 30 juillet 1886, Il sera réélu en 1887 et en 1891 dans la même circonscription, puis dans Maisonneuve en 1896 et dans Maisonneuve et Terrebonne en 1900. Selon Michèle Brassard et Jean Hamelin, il est, « au tournant du vingtième siècle (...) l'un des principaux chefs au sein du parti de Wilfrid Laurier. »

### Maire d'Hochelaga

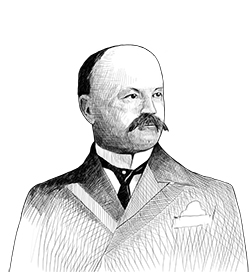
Dessin illustrant Raymond Préfontaine.

En 1876, il épouse la fille de Jean-Baptiste Rolland, libraire, papetier et surtout promoteur immobilier dans la municipalité d'Hochelaga. Cette union donna une inflexion décisive à sa carrière politique. Elle l'a « introduit dans le monde des affaires et lui révèle les potentialités du pouvoir municipal comme levier pour rentabiliser le capital foncier, dont la valeur et les revenus sont fonction de la qualité des services publics et de l’environnement ». Dès lors, au cours des deux prochaines décennies, son théâtre d'opérations principal sera la scène municipale montréalaise.
Le 13 janvier 1879, Préfontaine est élu conseiller d’Hochelaga. Il sera bientôt choisi comme maire et comme président du comité des finances. Il se montre particulièrement dynamique dans le cadre de ses fonctions : amélioration des services publics, élargissement et réfection des chemins et des rues, prolongation du tramway vers l’est, embellissement des espaces publics. De plus, il veille à la bonne gestion des deniers publics.
Souhaitant le rattachement d'Hochelaga à la ville de Montréal, il l'obtiendra de haute lutte, et après bien des compromis, en 1883. Le 30 mars, Hochelaga est érigé en ville et une partie de son territoire devient le quartier montréalais d’Hochelaga, qui enverra trois représentants à l’hôtel de ville. « Montréal assume la dette d’Hochelaga, garde ses employés civils, s’engage à parachever les systèmes d’aqueduc et d’égout, à assurer un service de tramway et à respecter les exemptions de taxes consenties à certaines entreprises. » Le 27 décembre, le Parlement provincial constitue en municipalité de Maisonneuve la partie non annexée d’Hochelaga. Quelques jours plus tôt, le 21, Préfontaine avait été désigné comme échevin du quartier Hochelaga à l’hôtel de ville.

### Maire de Montréal

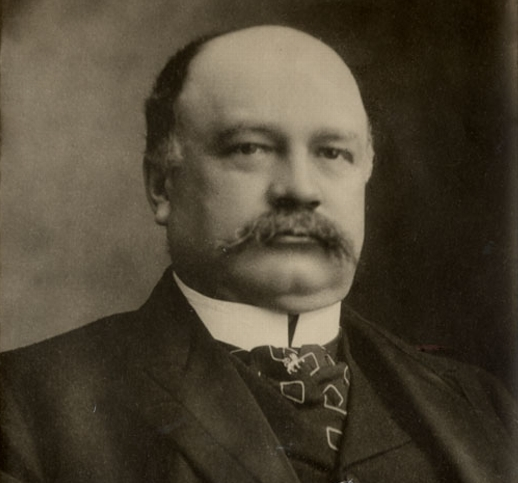
Raymond Préfontaine

En 1889, à la suite des manigances réussies de politiciens libéraux qui prennent le contrôle de certains comités de la ville de Montréal, Préfontaine devient président du comité des chemins, un des postes les plus influents de l'administration municipale. Il restera sa tête jusqu'en 1898. Rappelons que le poste de président du comité des chemins « est le plus convoité par les partis politiques car, à l’instar d’un ministère des Travaux publics, il est un lieu où l’on concilie l’intérêt général et l’intérêt des quartiers et où se négocient les ristournes sur les plantureux contrats, de même que les privilèges et les subventions accordées aux entreprises ».
Durant la décennie 1890, c’est un triumvirat libéral qui domine l’hôtel de ville : Préfontaine à la voirie, Cléophas Beausoleil, député fédéral de Berthier, à la santé, et Henri-Benjamin Rainville, député de Montréal, à l’éclairage, puis aux finances.
Préfontaine met sur pied une machine politique particulièrement bien rodée. Il n'hésite pas à verser dans le populisme afin d'obtenir l'appui de la classe ouvrière : « il utilise les travaux d’hiver pour maintenir le niveau de l’emploi durant la saison morte (...) ». « Il devient très populaire car il milite contre la corvée, distribue des emplois aux journaliers et se pose comme le défenseur du petit propriétaire canadien-français. »
Le fait que Préfontaine ait été un politicien soucieux principalement de ses intérêts propres et de ceux de son parti, ne doit pas masquer le fait que, dans son approche de développement de la ville, il ait eu un côté visionnaire. Le visage de la ville changea considérablement à la suite de la mise en œuvre de ses politiques. Préfontaine joua un rôle essentiel dans la modernisation des infrastructures de la ville. Il « procède systématiquement à l’amélioration des rues et à l’embellissement de la ville (...). De grandes artères sont empierrées avec des blocs de granit, asphaltées ou recouvertes de blocs en bois. Des trottoirs en matériaux plus durables que le bois sont installés en permanence. On perce des tunnels ; on installe un système d’éclairage à arc électrique et à lumière incandescente ; on pose des lignes de tramway électrique ; on embellit les places et les parcs. »
Un mouvement réformiste apparaît au début des années 1890, autour de George Washington Stephens, porte-parole des riches quartiers anglophones. On reproche à l'influent président du comité des chemins les coûts exorbitants de ces travaux. Préfontaine sera quand même élu maire de Montréal le 1er février 1898. « Mais il ne déploie pas sur la scène municipale la même vitalité comme maire que comme échevin.» Durant son mandat de maire, il devra subir les attaques des réformistes qui dénoncent la collusion, les conflits d'intérêts, le favoritisme qui règneraient à l'hôtel de ville. Ses ennemis dévoilent alors certains scandales, qui forcent la tenue d'enquêtes publiques.
Une commission entreprend ensuite la réforme du système d’administration et de taxation de Montréal. Une nouvelle charte est adoptée par le gouvernement québécois, introduisant un mode de gouvernement plus moderne et augmentant les pouvoirs du maire. Réélu en 1900, Préfontaine ne se représente pas aux élections de 1902.

### Retour sur la scène fédérale
Après son départ de la scène montréalaise, Préfontaine accepte le poste de ministre de la Marine et des Pêcheries que lui offre le premier ministre fédéral Wilfrid Laurier. Il sera par la suite élu comme député, à l'élection partielle du 9 décembre 1902, dans la circonscription de Maisonneuve, qui devint vacante lors de sa nomination. Il sera réélu dans le même comté en 1904.
Le nouveau ministre se montre particulièrement dynamique dans ses fonctions. Le bilan de ses trois années comme titulaire de la Marine et des Pêcheries est significatif : « Il approuve les expériences de la navigation d’hiver et le programme d’installation de bouées lumineuses dans le chenal du Saint-Laurent. Il nomme un commissaire chargé de présider toutes les enquêtes sur les sinistres maritimes en lieu et place des commissaires des havres. Il envoie le capitaine Joseph-Elzéar Bernier faire des explorations dans l’Arctique pour raffermir les droits du Canada dans cette région. En 1905, il se rend en Grande-Bretagne et en France, entre autres pour promouvoir l’établissement d’une liaison maritime Montréal-Marseille.»

### Fin de vie à Paris

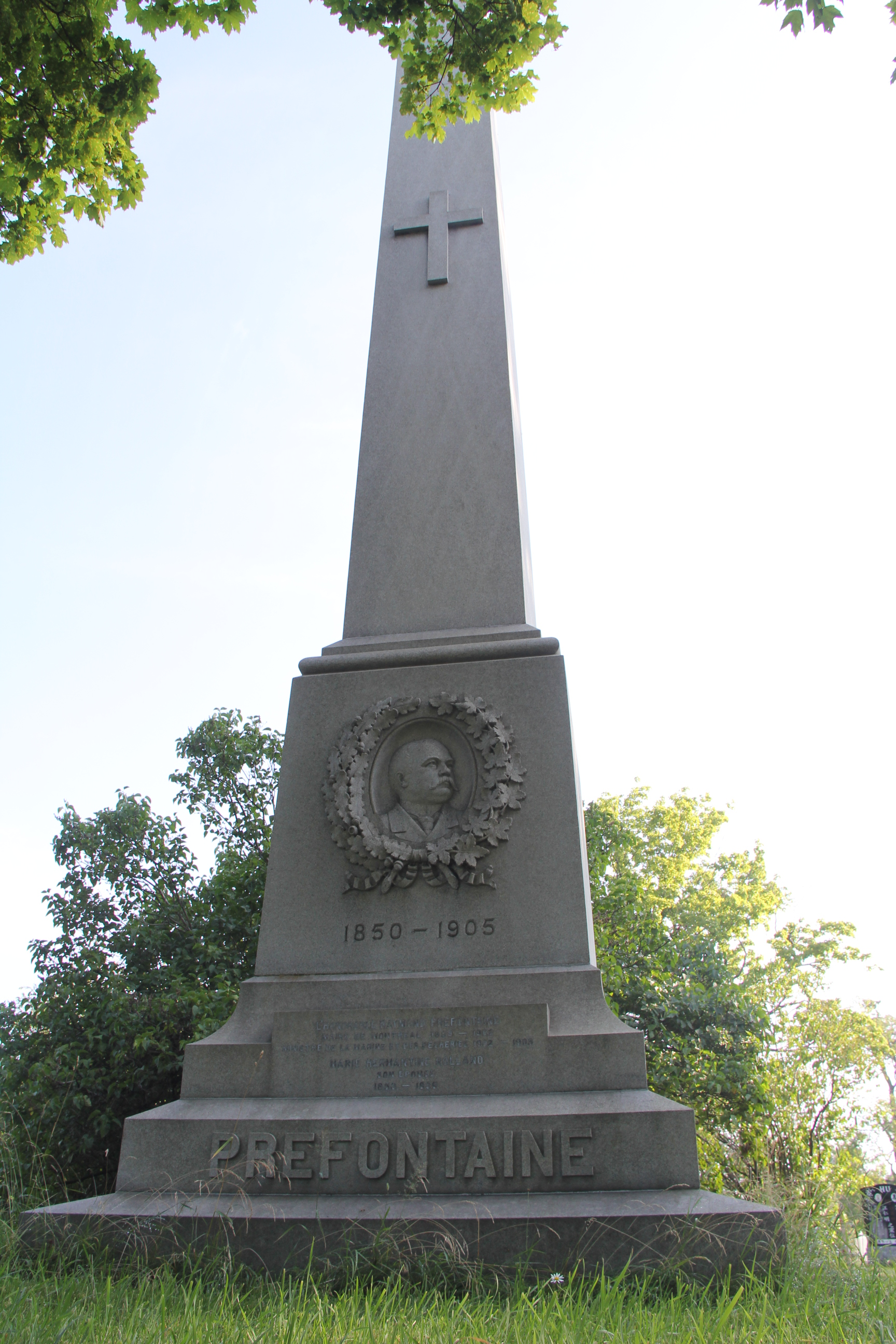
Monument funéraire, au cimetière Notre-Dame-des-Neiges.

Alors qu'il était en mission officielle en France, Raymond Préfontaine meurt d'une angine de poitrine le 25 décembre 1905 à Paris, à l'hôtel Continental au 3 rue de Castiglione (1er arrondissement). « La France lui fait des funérailles à la Madeleine et un cuirassé britannique transporte sa dépouille à Halifax ». À son retour au pays, sa dépouille est enterrée au Cimetière Notre-Dame-des-Neiges, à Montréal.

## Hommages
La rue Préfontaine a été nommée en son honneur, vers 1966, dans l'ancienne ville de Sainte-Foy, maintenant présente dans la ville de Québec.